# Aeroportul Jericoacoara
Aeroportul Jericoacoara (IATA: JJD, ICAO: SBJE) este un aeroport din Cruz, Ceará, Brazilia ce deservește zona Jijoca de Jericoacoara. Aeroportul a fost tranzitat în 2022 de 307.168 de pasageri.
Situat la o altitudine de 27 m, aeroportul dispune de o singură pistă.